# Патрушева (деревня)
Патрушева — деревня в Тюменском районе Тюменской области России. Входит в состав Московского муниципального образования.
Располагается на Червишевском тракте.

## География
Деревня находится на юго-западе Тюменской области, в пределах юго-западной части Западно-Сибирской низменности, непосредственно примыкая к городу Тюмень, административного центра области и района. Абсолютная высота — 90 метров над уровнем моря.

### Климат
Климат резко континентальный, с холодной продолжительной зимой и тёплым относительно коротким летом. Среднегодовая температура — 0,7 °C. Средняя температура воздуха самого холодного месяца (января) — −17,2 °C (абсолютный минимум — −46 °C); самого тёплого месяца (июля) — 17,8 °C (абсолютный максимум — 39 °С). Безморозный период длится 121 день. Среднегодовое количество атмосферных осадков составляет 470 мм, из которых 365 мм выпадает в тёплый период. Продолжительность залегания снежного покрова составляет в среднем 151 день.

## История
Деревня Патрушева обозначена на карте Тюменского округа 1865 года. На западе от неё располагалась деревня Падерина, на северо-западе деревня Комарова. На северо-востоке — деревня Ожогина.
Деревня Патрушева входила в состав Червишевской волости Тюменского уезда Тобольской губернии. На 1926 год в составе Комаровского сельсовета. Числилось 64 хозяйства.

## Население
| 2002 | 2010  | 2021  |
| ---- | ----- | ----- |
| 547  | ↗1423 | ↗3505 |

На 1926 год в деревне числилось 291 человек (125 мужчин, 166 женщин). Национальность — русские.

## Экономика
В деревне расположена «Кондитерская фабрика «Квартет».

## Достопримечательности
В деревне находится парк Древо Жизни 